# Walter Wagenbauer
Walter Wagenbauer (* 4. Februar 1935 in Erding; † 16. Mai 1985) war ein deutscher Fußballspieler, der für den FC Bayern München spielte, in 34 Punktspielen in der Oberliga Süd zum Einsatz kam und 17 Tore erzielte.

## Karriere
Wagenbauer gehörte mit 24 Jahren dem Kader des FC Bayern München an, für den er in der Saison 1959/60 als Stürmer in neun Punktspielen vier Tore erzielte. Sein Debüt für die Bayern gab er am 27. Dezember 1959 (3. Spieltag) beim 1:1-Remis gegen den VfR Mannheim im Stadion an der Grünwalder Straße. In der Folgesaison, in der er 24 Punktspiele bestritt und 13 Tore erzielte, traf er an den ersten drei Spieltagen viermal, darunter sein erster Doppeltorerfolg am 28. August 1960 (3. Spieltag) beim 5:1-Sieg im Heimspiel gegen den VfB Stuttgart. Dieser gelang ihm noch zweimal – am 29. Januar 1961 (21. Spieltag) beim 6:2-Sieg im Stadtderby gegen den TSV 1860 München und am 19. Februar 1961 (23. Spieltag) beim 4:0-Sieg im Heimspiel gegen den SSV Jahn Regensburg. 
Sein letztes Pflichtspiel für die Bayern bestritt er am 15. April 1961 (30. Spieltag) beim 3:3-Unentschieden im Auswärtsspiel gegen den VfR Mannheim.